# Asszonysorsok Kínában
Az Asszonysorsok Kínában (eredeti címe: Pavilion of Women) 2001-es amerikai-kínai filmdráma, amelyet Ho Yim rendezett. A forgatókönyvet Pearl S. Buck regénye alapján Luo Yan és Paul Collins készítette. A produkció főbb szerepeiben Willem Dafoe, Luo Yan és John Cho. 2001. március 16-án mutatták be Los Angelesben. A magyar bemutató pontos dátuma ismeretlen, a televízióban futott magyar szinkronnal.

## Történet
Wu Ailian házasságát börtönként éli meg férjével, ezért hogy szabaduljon tőle, vásárol neki egy szeretőt. Ezalatt megismerkedik egy pappal, akivel egymásba szeretnek. A szerető azonban nem tudja sokáig fenntartani a férj minden figyelmét, a második világháború kitörésével pedig megindul a japán hadsereg Kínában.

## Szereplők
| Szerep            | Színész               | Magyar hangja   |
| ----------------- | --------------------- | --------------- |
| Andre atya        | Willem Dafoe          | Dörner György   |
| Wu Ailian asszony | Yan Luo               | Pápai Erika     |
| Wu úr             | Shek Sau              | Háda János      |
| Wu Fengmo         | John Cho              | Simonyi Balázs  |
| Chiuming          | Yi Ding               | Zsigmond Tamara |
| Ying              | Chieng Mun Koh        | n.a             |
| Wu mama           | Anita Loo             | Tóth Judit      |
| Kang asszony      | Amy Hill              | Martin Márta    |
| Shirley nővér     | Kate McGregor-Stewart | n.a             |
| Lang              | Jia Dong Liu          | n.a             |
| idős szolga       | Shu Chen              | Áron László     |
| kövér szakács     | Hang-Sang Poon        | Bácskai János   |
| Kang Lin Yi       | Li Wang               | Molnár Ilona    |

## Fogadtatás

### Kritikai visszhang
A filmet gyengének írták le a kritikusok. A Rotten Tomatoeson 6%-os minősítést ért el 32 értékelés alapján, az összefoglaló szerint: „Pearl Buck regényének adaptációja, amely több habot termel, mint egy szappanopera, elsüllyed a túlzott melodráma, a mesterkélt alakítások és a giccses párbeszédek súlya alatt.” Robert Koehler a Varietytől azt írta: „Sok szempontból ez a régi Europudding-produkciók kelet-ázsiai megfelelője, ahol a nemzetközi szereplők inkább kakafónikus, mint dallamos dolgokat hoztak létre.” A. O. Scott a New York Timestól azt írta: „Ügyetlensége a legjobb szándéka ellenére félkész operai giccsé változtatja.” Lou Lumenick a New York Posttól azt írta: „Tele van [...] színpadias melodrámával, béna párbeszédekkel és szirupos zenével.”
A MetaCritic 26 pontot adott a 100-ból 14 vélemény alapján. Kevin Thomas a Los Angeles Timestól azt írta: „Soha nem tud felülemelkedni egy letűnt korszak melodrámáján, annak ellenére, hogy Willem Dafoe nagyszerű és szenvedélyes, Luo Yan pedig megható alakítást nyújt.” Michael Atkinson a Village Voice-tól azt írta: „Yim filmjét kétszeresen is térdre kényszeríti a filmzene.”

### Bevételi adatok
A Box Office Mojo szerint a film 36 ezer dolláros bevételt szerzett, a költségvetésről nincs adat.